# Понграц Качо
Понграц Качо (угор. Kacsóh Pongrác, 15 грудня 1873, Будапешт — 16 січня 1924, Будапешт) — угорський композитор, автор опер та оперет.

## Біографія
Закінчив Коложварський університет (1896) зі спеціалізацією в галузі фізики, одночасно займаючись музикою в міський консерваторії. У 1898 р перебрався в Будапешт, викладав в гімназії фізику і математику, працюючи над своїми першими творами. Дебютував як композитор в 1904 році з оперетою «Витязь Янош» (лібр. К. Баконь, за мотивами Ш. Петефі).

## Основні твори

### Опери
- Шипшина "(1905).
- «Ракоці» (1906, Будапештський оперний театр).
- «Доротея» (1929, Сегедський національний театр).

### Оперетти
- Витязь Янош "(1904).
- «Мері-Енн» (1908).

### Музика до вистав
- Дзвін Арпада ".
- «Ліліон» (драма Ф. Мольнара, 1909).